# Sopronkövesd

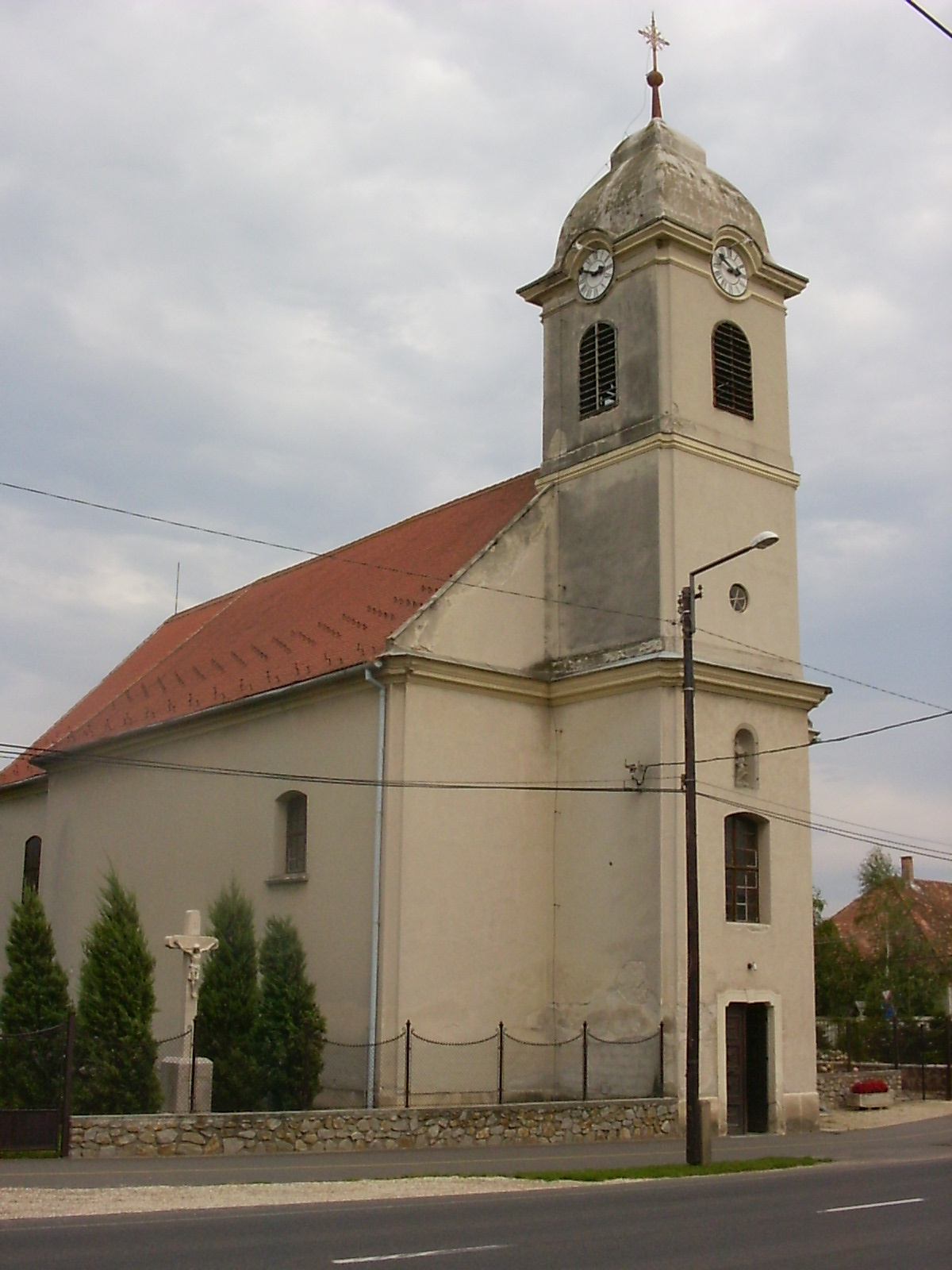
Kostel v obci Sopronkövesd

Sopronkövesd (chorvatsky Kaviežda, Keviežda, nebo Kiviežda, německy Gissing) je obec v župě Győr-Moson-Sopron v maďarském okrese Sopron. Rozloha obce je 26,81 km², v lednu 2013 zde žilo 1214 obyvatel.

## Poloha
Vesnicí prochází hlavní silnice č. 84 ze Soproně směrem k Balatonu. Na východním okraji obce je železniční stanice na trati Sopron – Szombathely. Sousedními obcemi jsou Nagylózs (na SV), Ebergőc a Röjtökmuzsaj (na V) a Lövő (na J). Směrem na západ za hranicemi v Rakousku je obec Nikitsch (maďarsky Füles). Obcí protéká potok Kardos ér.

## Zajímavosti
- Římskokatolický kostel – nechal postavit v letech 1806 – 1810 hrabě Ferenc Széchenyi
- Kaple sv. Ladislava-Szent László – která pochází z poloviny 18. století.
- Na severovýchod od obce jsou postaveny větrné elektrárny.